# 渡邉麻子
渡邉 麻子（わたなべ あさこ、1980年（昭和55年）- ）は、日本のソプラノ歌手。千葉県出身。
旧・永田町小学校（現麹町小学校、聖ドミニコ学園中学校・高等学校、東京芸術大学音楽学部声楽科卒業。2013年同イタリア政府給付金奨学生としてヴェネツィア音楽院に留学し、2015年卒業。卒業演奏と論文にて最高点を与えられる。NPO法人日本声楽家協会正会員。日本声楽アカデミー会員。
藪西正道、高橋大海、島崎智子、ダニエラ・ロンギ、ステファノ・ジベッラート、モニカ・ベルタニンに師事。

## 経歴

### オペラ
- 「コシ・ファン・トゥッテ」フィオルディリ－ジ（ステファン・エレリー指揮）
- 「フィガロの結婚」伯爵夫人
- 「ドン・ジョヴァンニ」ドンナ・アンナ
- 「シモン・ボッカネグラ」アメーリア
- 「アイーダ」ヴェルディ
- 「蝶々夫人」プッチーニ
- 「Il gioco del vento e della luna」ルケットデルフェッロ（ルーカ・モスカ作曲）

他、多数。

### 演奏会・コンサート
- 市川市新人演奏会（市川市文化振興財団主催）
- 香港チャリティコンサート（香港）
- パドヴァヴェルディ歌劇場演奏会（イタリア）
- パードレ・ピオ聖堂演奏会（イタリア）
- ビトント大聖堂演奏会（ビート・クレメンテ指揮）

他、多数。

## 受賞
- 第19回市川市新人演奏会最優秀賞

## 博士論文
- 2013年 - 渡邉 麻子『アルフレード・カゼッラ: 1913年から1920年までのピアノ作品にみる「独自の表現」への道筋』東京芸術大学。